# Égrenéző aranyhal
Az égrenéző aranyhal a közönséges aranyhal (Carassius auratus auratus) egyik formája.

## Megjelenése
A legfeltűnőbb jellegzetessége, (amiről a nevét is kapta)az a szeme elhelyezkedése. A szemet egy húsos kinövés támasztja meg, ezért néz a hal felfelé. Hasonló jellegzetesség található a hólyagszemű aranyhalon is, de ezt a hólyagot folyadék tölti ki, és ezért sokkal érzékenyebb. Teste kissé tojás formájú. Nincs hátúszója, has és farokalatti úszója csökevényes. Farokúszója osztott, mellúszói normális méretűek. Színe fémes-narancssárga mint ahogy a legtöbb aranyhalé. A hímeken nász kiütések vannak a fejen és a kopoltyúfedőkön. A leghosszabb példány 110 milliméter hosszú is lehet.

## Viselkedése, akváriumi tartása
Békés természetű faj. Kizárólag akváriumban javasolt a tartása gyenge úszóképessége miatt. Lassan úszik, ezért ha más halfajokkal van együtt, nem jut táplálékhoz, viszont fajtársaival békésen él. A táplálékának sok szénhidrátot kell tartalmaznia. Mindenevő, ezért férgeket és növényi táplálékot is eszik, az utóbbiakat úgy eszi meg, hogy bekap egy követ, és arról leszedegeti az algákat. Miután ezt megtette kiköpi a követ a szájából. Tiszta vizet igényel ami maximum 22 °C-fokos és minimum 8 °C-fokos lehet. Társas akváriumot igényel. Az akváriumban minden szinten szeret úszni. Látása az emberéhez hasonló, de legtöbbször oldalvonal-rendszerével tájékozódik.

## Szaporodása
Szabadon ikrázó halforma, amit könnyű akváriumban szaporítani.

## Származása
Kínából származik. A szabadban nem élnek, mert ott elpusztulnának.